# Wilhelm Berlin
Wilhelm Berlin, nemški general, * 28. april 1889, Köln, † 15. september 1987, Hamburg.